# Gymnopetalum
Gymnopetalum é um género botânico pertencente à família Cucurbitaceae.

## Espécies
| - Gymnopetalum calyculatum - Gymnopetalum ceylanicum - Gymnopetalum ceylonicum - Gymnopetalum chinense - Gymnopetalum cochinchinense - Gymnopetalum heterophyllum - Gymnopetalum horsfleldii - Gymnopetalum integrifolium - Gymnopetalum japonicum - Gymnopetalum leucostichum - Gymnopetalum leucostictum | - Gymnopetalum monoicum - Gymnopetalum penicaudii - Gymnopetalum piperifolium - Gymnopetalum quinquelobatum - Gymnopetalum quinquelobum - Gymnopetalum septemlobum - Gymnopetalum tubiflorum - Gymnopetalum weberi - Gymnopetalum wightii - Gymnopetalum zeylanicum |

1. ↑  «Gymnopetalum — World Flora Online». www.worldfloraonline.org. Consultado em 19 de agosto de 2020